# José Martín Martinikorena
José Martín Martinikorena, llamado Martinikorena (Errazquin, Navarra, 26 de marzo de 1954), es un exjugador español de pelota vasca en la modalidad de mano.
José Martín Martinikorena debutó en profesionales en el año 1973, logrando a lo largo de su carrera varios títulos entre los que destacan dos Campeonatos por parejas en 1985 y 1986, junto con el mismo delantero Salvador Vergara,y dos subcampeonatos en 1981 y 1988.

## Finales de mano parejas
| Año     | Campeones                  | Subcampeones               | Tanteo | Frontón |
| ------- | -------------------------- | -------------------------- | ------ | ------- |
| 1980-81 | García Ariño IV - Maiz II  | Vergara II - Martinikorena | 22-13  | Anoeta  |
| 1984-85 | Vergara II - Martinikorena | Oreja III - Galarza III    | 22-18  | Anoeta  |
| 1985-86 | Vergara II - Martinikorena | Alustiza - Tolosa          | 22-15  | Anoeta  |
| 1987-88 | Retegi II - Errandonea     | Ladutxe - Martinikorena    | 22-16  | Anoeta  |

- Datos: Q3755003